# Transferências mais caras do futebol brasileiro

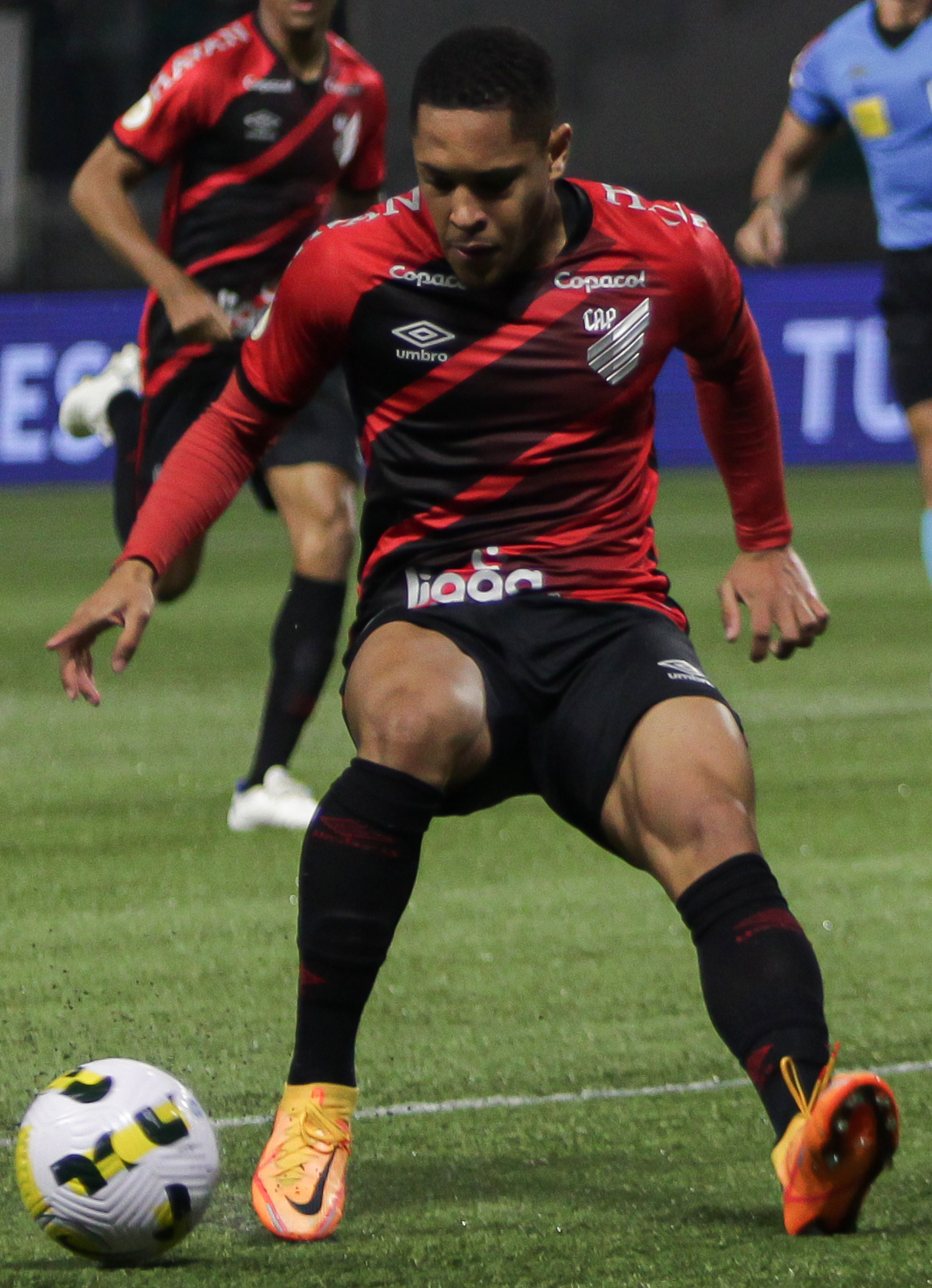
O atacante Vitor Roque é a contratação mais cara da história do futebol brasileiro em valores absolutos.

Esta é uma lista das transferências mais caras do futebol brasileiro, dividida em três seções: a primeira considera as aquisições dos clubes de futebol do país, com jogadores oriundos de qualquer outra agremiação desportiva, valores corrigidos pela inflação, maiores compras dos principais clubes do Campeonato Brasileiro, e as transações domésticas; a segunda, dividida em quatro subseções, agrupa as vendas dos atletas de times brasileiros para qualquer outra agremiação desportiva (as outras duas subseções englobam as transações envolvendo apenas defensores e goleiros, e também as transações ocorridas até a década de 1980); a última delas traz uma lista com a progressão do recorde de transações mais caras de atletas por clubes brasileiros.
A transferência mais cara realizada por um clube brasileiro em números absolutos ocorreu em 2025, com a compra de Vitor Roque pelo Palmeiras, pelo montante total de R$ 154 milhões na transação junto ao Barcelona. Outras duas movimentações de 2025 fecham o pódio: em segundo lugar, por R$ 143 milhões, está a contratação do lateral Samuel Lino pelo Flamengo, vindo do Atlético de Madrid; enquanto o volante Danilo aparece em terceiro na lista, contratado pelo Botafogo junto ao Nottingham Forest por R$ 142,7 milhões. Na lista das dez contratações mais caras, o Botafogo aparece em cinco, o Flamengo figura três vezes e o Palmeiras aparece em duas, todas entre os anos de 2023 e 2025. A transferência envolvendo o jogador Yuri Alberto, do Zenit para o Corinthians, especulada em R$ 141 milhões de reais, atingiu tal patamar devido à cessão do percentual de alguns jogadores da equipe brasileira para a russa. Contudo, tanto o valor total da operação quanto o valor desembolsado de fato pelo clube paulista não foram revelados.
Considerando os valores corrigidos pela inflação, a transação envolvendo o jogador argentino Carlos Tévez, realizada em 2005, é a mais cara da história do futebol brasileiro. Na ocasião, o Corinthians pagou cerca de 60,5 milhões de reais ao Boca Juniors pelo passe do atleta, o que a faz ocupar, atualmente, a terceira posição, em números absolutos. Mas, corrigindo-se os valores pela inflação, esse valor equivaleria atualmente a R$ 171 milhões.
O primeiro recorde a constar na lista de contratações mais caras do futebol brasileiro é a de Paulo César Carpegiani, que foi vendido em 1977 do Internacional para o Flamengo pelo valor de 5 milhões de cruzeiros. Ao abordar as vendas feitas por clubes do Brasil, por uma grande diferença, a mais valiosa é a de Neymar, realizada em 2013 do Santos para o Barcelona, à época representando a segunda transferência mais cara da história do futebol mundial, atrás apenas de Cristiano Ronaldo.

## Compras

### Valores absolutos em reais
| Jogador                | De                     | Para             | Custo (milhões de R$) | Ano  | Ref.         |
| ---------------------- | ---------------------- | ---------------- | --------------------- | ---- | ------------ |
| Vitor Roque            | Barcelona              | Palmeiras        | 154,6                 | 2025 | [ 7 ]        |
| Samuel Lino            | Atlético de Madrid     | Flamengo         | 143                   | 2025 | [ 9 ]        |
| Danilo                 | Nottingham Forest      | Botafogo         | 142,7                 | 2025 | [ 10 ]       |
| Thiago Almada          | Atlanta United         | Botafogo         | 137,4                 | 2024 | [ 12 ]       |
| Paulinho               | Atlético Mineiro       | Palmeiras        | 115                   | 2024 | [ 13 ]       |
| Carlos Alcaraz         | Southampton            | Flamengo         | 110,6                 | 2024 | [ 14 ]       |
| Luiz Henrique          | Betis                  | Botafogo         | 106,6                 | 2024 | [ 16 ]       |
| Santiago Rodríguez     | New York City FC       | Botafogo         | 97                    | 2025 | [ 17 ]       |
| Arthur Cabral          | Benfica                | Botafogo         | 95                    | 2025 | [ 18 ]       |
| Gerson                 | Olympique de Marseille | Flamengo         | 92                    | 2023 | [ 19 ]       |
| Ramón Sosa             | Nottingham Forest      | Palmeiras        | 89,5                  | 2025 | [ 20 ]       |
| Giorgian De Arrascaeta | Cruzeiro               | Flamengo         | 89,4                  | 2019 | [ 21 ]       |
| Pedro                  | Fiorentina             | Flamengo         | 88,2                  | 2020 | [ 4 ] [ 22 ] |
| Gabriel                | Internazionale         | Flamengo         | 78,6                  | 2019 | [ 23 ]       |
| Jair Cunha             | Santos                 | Botafogo         | 78                    | 2025 | [ 24 ]       |
| Nicolás de la Cruz     | River Plate            | Flamengo         | 77,7                  | 2023 | [ 25 ]       |
| Jorge Carrascal        | Dínamo Moscou          | Flamengo         | 77                    | 2025 | [ 26 ]       |
| Everton Cebolinha      | Benfica                | Flamengo         | 73                    | 2022 | [ 27 ]       |
| Facundo Torres         | Orlando City           | Palmeiras        | 71,9                  | 2024 | [ 28 ]       |
| Lucho Rodríguez        | Liverpool              | Bahia            | 65,3                  | 2024 | [ 29 ]       |
| Maurício               | Internacional          | Palmeiras        | 62,1                  | 2024 | [ 30 ]       |
| Artur                  | Zenit                  | Botafogo         | 61,9                  | 2025 | [ 31 ]       |
| Carlos Tévez           | Boca Juniors           | Corinthians      | 60,5                  | 2005 | [ 32 ]       |
| Emerson Royal          | Milan                  | Flamengo         | 58                    | 2025 | [ 33 ]       |
| Nathan Fernandes       | Grêmio                 | Botafogo         | 57,3                  | 2025 | [ 34 ]       |
| Flaco López            | Lanús                  | Palmeiras        | 50,5                  | 2022 | [ 35 ]       |
| Gerson                 | Roma                   | Flamengo         | 49,7                  | 2019 | [ 36 ]       |
| Júnior Santos          | Botafogo               | Atlético Mineiro | 48,5                  | 2025 | [ 37 ]       |
| Rwan Cruz              | Ludogorets             | Botafogo         | 48,3                  | 2025 | [ 38 ]       |
| Matheus Henrique       | Sassuolo               | Cruzeiro         | 46,7                  | 2024 | [ 39 ]       |

#### Valores corrigidos pela inflação (2025)
| Jogador                | De                 | Para          | Ano  | Custo absoluto à época (milhões de R$) | Custo corrigido pela inflação em 2025 (milhões de R$) |
| ---------------------- | ------------------ | ------------- | ---- | -------------------------------------- | ----------------------------------------------------- |
| Carlos Tévez           | Boca Juniors       | Corinthians   | 2005 | 60,5                                   | 183                                                   |
| Vitor Roque            | Barcelona          | Palmeiras     | 2025 | 154,6                                  | 154,6                                                 |
| Thiago Almada          | Atlanta United     | Botafogo      | 2024 | 137,4                                  | 144                                                   |
| Samuel Lino            | Atlético de Madrid | Flamengo      | 2025 | 143                                    | 143                                                   |
| Danilo                 | Nottingham Forest  | Botafogo      | 2024 | 142,7                                  | 142,7                                                 |
| Giorgian De Arrascaeta | Cruzeiro           | Flamengo      | 2019 | 89,4                                   | 127                                                   |
| Paulinho               | Atlético Mineiro   | Palmeiras     | 2024 | 115                                    | 118                                                   |
| Carlos Alcaraz         | Southampton        | Flamengo      | 2024 | 110,6                                  | 116                                                   |
| Pedro                  | Fiorentina         | Flamengo      | 2020 | 88,2                                   | 116                                                   |
| Edmundo                | Fiorentina         | Vasco da Gama | 1999 | 24                                     | 115                                                   |

### Maiores compras de cada clube do Brasileirão
| Jogador            | De                     | Para                 | Custo (milhões de R$) | Ano  | Ref.   |
| ------------------ | ---------------------- | -------------------- | --------------------- | ---- | ------ |
| Vitor Roque        | Barcelona              | Palmeiras            | 154,6                 | 2025 | [ 7 ]  |
| Samuel Lino        | Atlético de Madrid     | Flamengo             | 143                   | 2025 | [ 9 ]  |
| Danilo             | Nottingham Forest      | Botafogo             | 142,7                 | 2025 | [ 10 ] |
| Lucho Rodríguez    | Liverpool              | Bahia                | 65,3                  | 2024 | [ 29 ] |
| Carlos Tévez       | Boca Juniors           | Corinthians          | 60,5                  | 2005 | [ 32 ] |
| Júnior Santos      | Botafogo               | Atlético Mineiro     | 48,5                  | 2025 | [ 37 ] |
| Matheus Henrique   | Sassuolo               | Cruzeiro             | 46,7                  | 2024 | [ 39 ] |
| Leandro Damião     | Internacional          | Santos               | 41,6                  | 2014 | [ 40 ] |
| Agustín Canobbio   | Athletico Paranaense   | Fluminense           | 37                    | 2025 | [ 41 ] |
| Bruno Praxedes     | Internacional          | Red Bull Bragantino  | 35,9                  | 2021 | [ 42 ] |
| Nico López         | Udinese                | Internacional        | 35,8                  | 2016 | [ 43 ] |
| Pablo              | Athletico Paranaense   | São Paulo            | 26,6                  | 2018 | [ 44 ] |
| Vitor Roque        | Cruzeiro               | Athletico Paranaense | 24                    | 2022 | [ 45 ] |
| Miller Bolaños     | Emelec                 | Grêmio               | 19,4                  | 2016 | [ 46 ] |
| Moisés             | Cruz Azul              | Fortaleza            | 18,4                  | 2023 | [ 47 ] |
| Edmundo            | Fiorentina             | Vasco da Gama        | 15                    | 1999 | [ 48 ] |
| Carlos Alberto     | Botafogo               | Sport                | 15                    | 2025 | [ 49 ] |
| Guilherme Castilho | Atlético Mineiro       | Ceará                | 9,6                   | 2022 | [ 50 ] |
| Marcelino Moreno   | Atlanta United         | Coritiba             | 7,1                   | 2023 | [ 51 ] |
| Emmanuel Martínez  | Barcelona de Guayaquil | América Mineiro      | 6,2                   | 2022 | [ 52 ] |
| Claudinho          | Criciúma               | Vitória              | 5,1                   | 2025 | [ 53 ] |

### Transações domésticas
Esta seção engloba transações onde ambos os clubes participantes são brasileiros, acima dos 20 milhões de reais.
| #    | Jogador                | Pos. | De                   | Para             | Custo (milhões de R$) | Ano  | Ref.   |
| ---- | ---------------------- | ---- | -------------------- | ---------------- | --------------------- | ---- | ------ |
| 1.º  | Paulinho               | A    | Atlético Mineiro     | Palmeiras        | 115                   | 2024 | [ 13 ] |
| 2.º  | Giorgian De Arrascaeta | M    | Cruzeiro             | Flamengo         | 81,6                  | 2019 | [ 21 ] |
| 3.º  | Jair Cunha             | A    | Santos               | Botafogo         | 78                    | 2025 | [ 24 ] |
| 4.º  | Maurício               | A    | Internacional        | Palmeiras        | 62,1                  | 2024 | [ 30 ] |
| 5.º  | Nathan Fernandes       | A    | Grêmio               | Botafogo         | 57,3                  | 2025 | [ 34 ] |
| 6.º  | Júnior Santos          | A    | Botafogo             | Atlético Mineiro | 48,5                  | 2025 | [ 37 ] |
| 7.º  | Fabrício Bruno         | Z    | Flamengo             | Cruzeiro         | 44                    | 2025 | [ 54 ] |
| 8.º  | Allan                  | V    | Atlético Mineiro     | Flamengo         | 43                    | 2023 | [ 55 ] |
| 9.º  | Leandro Damião         | A    | Internacional        | Santos           | 41,6                  | 2014 | [ 40 ] |
| 10.º | Agustín Canobbio       | A    | Athletico Paranaense | Fluminense       | 37                    | 2025 | [ 41 ] |

## Vendas
A venda mais valiosa de um atleta de clube brasileiro foi a de Neymar, realizada em 2013 do Santos para o Barcelona, à época representando a terceira transferência mais cara da história do futebol mundial, atrás apenas de Gareth Bale e Cristiano Ronaldo.
Uma curiosidade é que a venda de Denílson, do São Paulo para o Betis, em 1998, bateu o recorde de transferência mais cara do mundo, à época.

### Valores absolutos em Euros
| Jogador          | De                   | Para                   | Custo (milhões de €) | Ano  | Ref.                 |
| ---------------- | -------------------- | ---------------------- | -------------------- | ---- | -------------------- |
| Neymar           | Santos               | Barcelona              | 88,4                 | 2013 | [ 57 ]               |
| Endrick          | Palmeiras            | Real Madrid            | 47,5                 | 2022 | [ 57 ]               |
| Vinicius Júnior  | Flamengo             | Real Madrid            | 45                   | 2017 | [ 58 ]               |
| Rodrygo          | Santos               | Real Madrid            | 45                   | 2018 | [ 59 ]               |
| Lucas Moura      | São Paulo            | Paris Saint-Germain    | 40                   | 2012 | [ 60 ]               |
| Lucas Paquetá    | Flamengo             | Milan                  | 38,4                 | 2018 | [ 61 ]               |
| Vitor Reis       | Palmeiras            | Manchester City        | 37                   | 2025 | [ 62 ]               |
| Estevão          | Palmeiras            | Chelsea                | 34                   | 2024 | [ 63 ]               |
| Luiz Henrique    | Botafogo             | Zenit                  | 33                   | 2025 | [ 64 ]               |
| Oscar            | Internacional        | Chelsea                | 32                   | 2012 | [ 65 ]               |
| Gabriel Jesus    | Palmeiras            | Manchester City        | 32                   | 2016 | [ 66 ]               |
| Arthur           | Grêmio               | Barcelona              | 31                   | 2018 | [ 67 ] [ 68 ] [ 69 ] |
| Vitor Roque      | Athletico Paranaense | Barcelona              | 30                   | 2023 | [ 70 ]               |
| Denílson         | São Paulo            | Betis                  | 30                   | 1998 | [ 65 ]               |
| Reinier          | Flamengo             | Real Madrid            | 30                   | 2020 | [ 71 ]               |
| Thiago Almada    | Botafogo             | Atlético de Madrid     | 30                   | 2025 | [ 73 ]               |
| Richard Ríos     | Palmeiras            | Benfica                | 30                   | 2025 | [ 74 ]               |
| Gabriel          | Santos               | Internazionale         | 29,5                 | 2016 | [ 75 ]               |
| Bernard          | Atlético Mineiro     | Shakhtar Donetsk       | 25                   | 2013 | [ 76 ]               |
| Yuri Alberto     | Internacional        | Zenit                  | 25                   | 2022 | [ 77 ]               |
| Gerson           | Flamengo             | Zenit                  | 25                   | 2025 | [ 78 ]               |
| Robinho          | Santos               | Real Madrid            | 24                   | 2005 | [ 79 ]               |
| Pato             | Internacional        | Milan                  | 24                   | 2007 | [ 80 ]               |
| Luis Guilherme   | Palmeiras            | West Ham               | 23                   | 2024 | [ 81 ]               |
| André            | Fluminense           | Wolverhampton          | 22                   | 2024 | [ 82 ]               |
| Jhon Arias       | Fluminense           | Wolverhampton          | 22                   | 2025 | [ 82 ]               |
| Renan Lodi       | Athletico Paranaense | Atlético de Madrid     | 21,7                 | 2019 | [ 83 ]               |
| Lucas            | Athletico Paranaense | Rennes                 | 21,3                 | 2001 | [ 84 ]               |
| Gerson           | Flamengo             | Olympique de Marseille | 20,5                 | 2021 | [ 85 ]               |
| Lucas Beraldo    | São Paulo            | Paris Saint-Germain    | 20                   | 2023 | [ 86 ]               |
| Everton          | Grêmio               | Benfica                | 20                   | 2020 | [ 87 ]               |
| Bruno Guimarães  | Athletico Paranaense | Lyon                   | 20                   | 2020 | [ 88 ]               |
| Gabriel Moscardo | Corinthians          | Paris Saint-Germain    | 20                   | 2024 | [ 89 ]               |
| Matheus França   | Flamengo             | Crystal Palace         | 20                   | 2023 | [ 90 ]               |

### Maiores vendas de cada clube do Brasileirão
| Jogador         | De                   | Para                | Custo (milhões de €) | Ano  | Ref.                 |
| --------------- | -------------------- | ------------------- | -------------------- | ---- | -------------------- |
| Neymar          | Santos               | Barcelona           | 88,4                 | 2013 | [ 57 ]               |
| Endrick         | Palmeiras            | Real Madrid         | 47,5                 | 2022 | [ 57 ]               |
| Vinicius Júnior | Flamengo             | Real Madrid         | 45                   | 2017 | [ 58 ]               |
| Lucas Moura     | São Paulo            | Paris Saint-Germain | 40                   | 2012 | [ 60 ]               |
| Luiz Henrique   | Botafogo             | Zenit               | 33                   | 2025 | [ 64 ]               |
| Oscar           | Internacional        | Chelsea             | 32                   | 2012 | [ 65 ]               |
| Arthur          | Grêmio               | Barcelona           | 31                   | 2018 | [ 67 ] [ 68 ] [ 69 ] |
| Vitor Roque     | Athletico Paranaense | Barcelona           | 30                   | 2023 | [ 70 ]               |
| Bernard         | Atlético Mineiro     | Shakhtar Donetsk    | 25                   | 2013 | [ 76 ]               |
| André           | Fluminense           | Wolverhampton       | 22                   | 2024 | [ 91 ]               |
| Paulinho        | Corinthians          | Tottenham           | 20                   | 2013 | [ 86 ]               |
| Paulinho        | Vasco da Gama        | Bayer Leverkusen    | 20                   | 2018 | [ 89 ]               |
| Geovanni        | Cruzeiro             | Barcelona           | 16                   | 2001 | [ 92 ]               |
| Claudinho       | Red Bull Bragantino  | Zenit               | 15                   | 2021 | [ 93 ]               |
| Pedro Lima      | Sport                | Wolverhampton       | 10                   | 2024 | [ 94 ]               |
| Igor Paixão     | Coritiba             | Feyenoord           | 8                    | 2022 | [ 95 ]               |
| Michael         | Goiás                | Flamengo            | 7,5                  | 2020 | [ 96 ]               |
| Leandro Bonfim  | Vitória              | PSV Eindhoven       | 5,5                  | 2001 | [ 97 ]               |
| Isidro Pitta    | Cuiabá               | Red Bull Bragantino | 4,93                 | 2025 | [ 98 ]               |
| Moisés          | Fortaleza            | Cruz Azul           | 4,5                  | 2023 | [ 99 ]               |
| Hércules        | Fortaleza            | Fluminense          | 4,5                  | 2024 | [ 100 ]              |
| Jhoanner Chávez | Bahia                | Lens                | 4,5                  | 2024 | [ 101 ]              |
| Thaciano        | Bahia                | Santos              | 4,5                  | 2025 | [ 102 ]              |
| Erick Pulga     | Ceará                | Bahia               | 2,8                  | 2024 | [ 103 ]              |

### Defensores
Esta coluna mostra as negociações envolvendo jogadores que atuam como zagueiros e/ou laterais.
| Jogador       | Posição | De                   | Para                | Custo (milhões de €) | Ano  | Ref.                |
| ------------- | ------- | -------------------- | ------------------- | -------------------- | ---- | ------------------- |
| Vitor Reis    | Z       | Palmeiras            | Manchester City     | 37                   | 2025 | [ 62 ]              |
| Renan Lodi    | LE      | Athletico Paranaense | Atlético de Madrid  | 21,7                 | 2019 | [ 83 ]              |
| Lucas Beraldo | Z       | São Paulo            | Paris Saint-Germain | 20                   | 2024 | [ 104 ]             |
| Danilo        | LD      | Santos               | Porto               | 13                   | 2011 | [ 105 ]             |
| Matías Viña   | LE      | Palmeiras            | Roma                | 13                   | 2021 | [carece de fontes?] |
| Emerson Royal | LD      | Atlético Mineiro     | Barcelona           | 12,1                 | 2019 | [ 106 ]             |
| Breno         | Z       | São Paulo            | Bayern de Munique   | 12                   | 2007 | [ 107 ]             |
| Murillo       | Z       | Corinthians          | Nottingham Forest   | 12                   | 2023 | [ 108 ]             |
| Jair Cunha    | Z       | Santos               | Botafogo            | 12                   | 2025 | [ 24 ]              |
| Jair Cunha    | Z       | Botafogo             | Nottingham Forest   | 12                   | 2025 | [ 109 ]             |

### Goleiros
Esta coluna mostra as negociações envolvendo jogadores que atuam como goleiros.
| Jogador         | De                   | Para                | Custo (milhões de €) | Ano  | Ref.                |
| --------------- | -------------------- | ------------------- | -------------------- | ---- | ------------------- |
| Bento           | Athletico Paranaense | Al-Nassr            | 18                   | 2024 | [ 110 ]             |
| Alisson         | Internacional        | Roma                | 8                    | 2016 | [carece de fontes?] |
| Lucas Perri     | Botafogo             | Lyon                | 6,28                 | 2024 | [ 111 ] [ 112 ]     |
| Rafael Cabral   | Santos               | Napoli              | 5,2                  | 2013 | [ 113 ]             |
| Renan           | Internacional        | Valencia            | 5                    | 2008 | [carece de fontes?] |
| Cleiton         | Atlético Mineiro     | Red Bull Bragantino | 5                    | 2020 | [ 114 ]             |
| Diego Cavalieri | Palmeiras            | Liverpool           | 4,4                  | 2008 | [carece de fontes?] |
| Neto            | Athletico Paranaense | Fiorentina          | 3,5                  | 2011 | [ 115 ]             |
| Victor          | Grêmio               | Atlético Mineiro    | 3                    | 2012 | [carece de fontes?] |
| Santos          | Athletico Paranaense | Flamengo            | 3                    | 2022 | [ 116 ]             |

### Até a década de 1980
| #   | Jogador        | De               | Para          | Custo (milhões de U$) | Ano  | Ref.    |
| --- | -------------- | ---------------- | ------------- | --------------------- | ---- | ------- |
| 1.º | Falcão         | Internacional    | Roma          | 9,4 milhões           | 1980 | [ 117 ] |
| 2.º | Zico           | Flamengo         | Udinese       | 7,8 milhões           | 1983 | [ 117 ] |
| 2.º | Toninho Cerezo | Atlético Mineiro | Roma          | 7,8 milhões           | 1983 | [ 117 ] |
| 4.º | Romário        | Vasco da Gama    | PSV Eindhoven | 6,5 milhões           | 1988 | [ 117 ] |
| 5.º | Careca         | São Paulo        | Napoli        | 5,3 milhões           | 1987 | [ 117 ] |

## Evolução dos recordes

### Compras
Esta seção traz uma lista da progressão do recorde de transações mais caras em relação à compra de atletas por clubes brasileiros.
| Jogador                | De                     | Para          | Custo (milhões de R$) | Período         | Duração do recorde | Ref.    |
| ---------------------- | ---------------------- | ------------- | --------------------- | --------------- | ------------------ | ------- |
| Carpegiani             | Internacional          | Flamengo      | Cr$ 5 milhões         | 1977–1995       | 18 anos            | [ 5 ]   |
| Edmundo                | Palmeiras              | Flamengo      | 9,2                   | 1995–1996       | 1 ano              | [ 48 ]  |
| Edmundo                | Fiorentina             | Vasco da Gama | 15                    | 1996–2002       | 6 anos             | [ 48 ]  |
| Ricardinho             | Corinthians            | São Paulo     | 20,1                  | 2002–2005       | 3 anos             | [ 118 ] |
| Carlos Tévez           | Boca Juniors           | Corinthians   | 60,5                  | 2005–2019       | 14 anos            | [ 32 ]  |
| Giorgian De Arrascaeta | Cruzeiro               | Flamengo      | 89,4                  | 2019–2023       | 4 anos             | [ 21 ]  |
| Gerson                 | Olympique de Marseille | Flamengo      | 92                    | 2023–2024       | 1 ano              | [ 119 ] |
| Luiz Henrique          | Betis                  | Botafogo      | 106,6                 | 2024            | 5 meses            | [ 16 ]  |
| Thiago Almada          | Atlanta United         | Botafogo      | 137,4                 | 2024–2025       | 8 meses            | [ 12 ]  |
| Vitor Roque            | Barcelona              | Palmeiras     | 154,6                 | 2025–atualmente |                    | [ 7 ]   |

### Vendas
Esta seção traz uma lista da progressão do recorde de transações mais caras em relação à venda de atletas por clubes brasileiros.
| Jogador       | De            | Para                | Custo (milhões de U$ (até a década de 1990) milhões de € (depois de 1990)) | Período         | Duração Recorde | Ref.    |
| ------------- | ------------- | ------------------- | -------------------------------------------------------------------------- | --------------- | --------------- | ------- |
| Zico          | Flamengo      | Udinese             | U$ 4                                                                       | 1983–1988       | 5 anos          | [ 120 ] |
| Romário       | Vasco da Gama | PSV Eindhoven       | U$ 6                                                                       | 1988–1989       | 1 ano           | [ 120 ] |
| Geovani Silva | Vasco da Gama | Bologna             | U$ 8                                                                       | 1989–1995       | 6 anos          | [ 120 ] |
| Caio          | São Paulo     | Internazionale      | € 7,5                                                                      | 1995–1996       | 1 ano           | [ 121 ] |
| Rivaldo       | Palmeiras     | Deportivo La Coruña | € 12                                                                       | 1996–1998       | 2 anos          |         |
| Denílson*     | São Paulo     | Betis               | € 31,5                                                                     | 1998–2012       | 14 anos         | [ 65 ]  |
| Oscar         | Internacional | Chelsea             | € 31,9                                                                     | 2012–2012       | 5 meses         | [ 65 ]  |
| Lucas Moura   | São Paulo     | Paris Saint-Germain | € 43                                                                       | 2012–2013       | 1 ano           | [ 60 ]  |
| Neymar        | Santos        | Barcelona           | € 88,4                                                                     | 2013–atualmente |                 | [ 122 ] |

- A venda de Denílson, do São Paulo para o Betis, bateu, à época, o recorde de transferências mais caras do futebol.